# Dasyhelea theobromatis
Dasyhelea theobromatis är en tvåvingeart som beskrevs av Wirth och Derron 1976. Dasyhelea theobromatis ingår i släktet Dasyhelea och familjen svidknott.
Artens utbredningsområde är São Tomé. Inga underarter finns listade i Catalogue of Life.